# Iván Mejía Álvarez
Iván Mejía Álvarez (Cali, Valle del Cauca, Colombia, 16 de septiembre de 1950) es un periodista deportivo colombiano.
En su trayectoria cuenta con más de 45 años de experiencia en radio, televisión y prensa. Trabajaba principalmente para Caracol Radio y Win Sports.

## Biografía
Comenzó en el periodismo deportivo en 1965 (cuando hacía quinto de bachillerato en el Colegio Jorge Robledo) en el diario La Patria, y después en Nuevo Estadio, de Manizales, guiado por Javier Giraldo Neira. Al año siguiente ingresó a Radio Visión, de Medellín, dirigida por Jaime Tobón de la Roche. Estudió Derecho en la Universidad de Antioquia, en 1972 viaja a Europa entre 1972 y 1975.
En televisión estuvo en el Noticiero Contrapunto en los años 80 y en el Noticiero Criptón en la década de los noventa, así como en el Noticiero de las 7, Telenoticiero del Mediodía y desde 1999 hasta 2002 en Noticias de la Noche.  
Fue presentador deportivo en RCN Televisión, Deportes RCN y Noticias RCN (más adelante conocido como NCA Noticias) desde julio de 1998 hasta mayo de 2001. En el Canal Caracol entre 2000 y 2002 estuvo en el programa Tribuna Caliente junto a Hernán Peláez Restrepo, Javier Hernández Bonnet y el analista arbitral Rafael Sanabria. El programa era emitido los domingos en la noche, y en él se mostraban y analizaban las jugadas de cada fecha del torneo colombiano.  
Tuvo su propio programa en Señal Colombia, llamado Simplemente Fútbol y hacía parte de Los Tenores del Fútbol, programa que se emitió entre 2005 y 2008 por el canal internacional Fox Sports y en 2009 en el canal nacional Cable Noticias, con Carlos Antonio Vélez. En radio ha trabajado para RCN Radio, Cadena Súper, Todelar y Caracol Radio. Es columnista del diario El Espectador, y en radio hizo parte de El Pulso del Fútbol con Hernán Peláez. Hasta 2007 transmitió desde la cabina del Estadio El Campín.
Es conocido popularmente como "el analista de la inmensa sintonía". En 2012 ingresó al grupo de comentaristas del canal deportivo colombiano Win Sports.
El 21 de diciembre de 2018 anunció su retiro del programa radial El Pulso del Fútbol, al cual perteneció 18 años y, a su vez, anunció su retiro del periodismo deportivo cumpliendo 50 años de labores ininterrumpidas en los micrófonos radiales y televisivos.

## Estilo periodístico
Iván Mejía se ha caracterizado por ser polémico al momento de informar y opinar. Esto ha generado que haya recibido múltiples amenazas de muerte y haya sido llamado a declarar en más de una ocasión a la Fiscalía General de la Nación. Ha tenido varios inconvenientes con dirigentes del fútbol colombiano y periodistas deportivos, entre los cuales está el presidente de la Difútbol (División Aficionada del Fútbol Colombiano) Álvaro González Alzate, por sus prácticas administrativas al frente de la institución. También ha tenido fuertes controversias con el periodista deportivo Antonio Casale, al acusarlo de estar en negocios turbios con el que hasta en ese momento era el presidente del equipo de fútbol Millonarios, Juan Carlos López. También criticó en octubre del 2015 al jugador Radamel Falcao en éstos términos: "A mí Falcao me parece un exfutbolista. La pelota le rebota, siempre está mal ubicado, no tiene sensibilidad para parar el balón. A mí me parece que el nivel de Falcao es ínfimo, ínfimo, ínfimo".

## Reconocimientos
Entre los varios premios que ha recibido se destaca el "Doctorado Honoris Causa en Comunicación Social y Periodismo" otorgado en 2011 por la Universidad Autónoma del Caribe, de Barranquilla, por su trayectoria de más de 40 años en el periodismo.

## Familia
Hijo de Óscar Mejía Vélez, oriundo de Pereira y de Luz Álvarez, de Pácora (Caldas), es el mayor de 6 hermanos.
Es casado y tiene dos hijos. Además de su natal Cali también vivió en Bogotá, Barcelona y actualmente reside en Cartagena con su esposa María Isabel, y es gran aficionado al golf. Hincha furibundo del América de Cali y del FC Barcelona de España.